# Медзин
Медзин (пол. Miedzyn, нім. Meinhof) — село в Польщі, у гміні Ліп'яни Пижицького повіту Західнопоморського воєводства.
Населення — 115 осіб (2011).
У 1975-1998 роках село належало до Щецинського воєводства.

## Демографія
Демографічна структура станом на 31 березня 2011 року:
|          | Загалом | Допрацездатний вік | Працездатний вік | Постпрацездатний вік |
| -------- | ------- | ------------------ | ---------------- | -------------------- |
| Чоловіки | 58      | 11                 | 41               | 6                    |
| Жінки    | 57      | 13                 | 31               | 13                   |
| Разом    | 115     | 24                 | 72               | 19                   |